# Halictus cyanellus
Halictus cyanellus är en biart som först beskrevs av Gregory B. Pauly 2008.  Halictus cyanellus ingår i släktet bandbin, och familjen vägbin. Inga underarter finns listade i Catalogue of Life.